# Cornerstone (Styx)
Cornerstone is het negende album van de band Styx en is uitgebracht in 1979. Cornerstone was Styx' opvolger van het (driemaal) platina album Pieces of Eight uit 1978 die de top 10 best verkopende platina albums haalde. Het was het eerste album van Styx dat meer op pop/rock begon te lijken. Na het succes van Cornerstone is Styx alle nummers wat meer richting die pop/rock stijl gaan maken. Het album zou er uiteindelijk voor zorgen dat de band uit elkaar viel. James Young wilde meer Styx-oude stijl met hardrock, DeYoung meer popmuziek. DeYoung had destijds zoveel invloed in de band, dat de rest zich (morrend) aanpaste.

## Musici
- Dennis DeYoung - toetsinstrumenten, zang
- Chuck Panozzo - basgitaar, zang
- John Panozzo - drums, zang
- Tommy Shaw - gitaar, zang
- James Young - gitaar, zang

met
- Steve Eisen - saxofoon
- Arnie Roth – strijkinstrumenten
- Ed Tossing - blaasinstrumenten

## Muziek
| Nr. | Titel                                | Duur |
| --- | ------------------------------------ | ---- |
| 1.  | Lights (DeYoung, Shaw)               | 4:38 |
| 2.  | Why Me (DeYoung)                     | 3:54 |
| 3.  | Babe (DeYoung)                       | 4:25 |
| 4.  | Never say never (Shaw)               | 3:08 |
| 5.  | Boat on the River (Shaw)             | 3:10 |
| 6.  | Borrowed time (DeYoung, Shaw, Young) | 4:58 |
| 7.  | First time (DeYoung)                 | 4:24 |
| 8.  | Eddie (Young)                        | 4:15 |
| 9.  | Love in the midnight (Shaw)          | 5:25 |

### Liedjes
Lights gaat over steeds toeren, de heren wilden hun gezin ook weleens zien. In Why me vraagt DeYoung zich af waarom juist hij door een/het baseball werd getroffen. Babe, een Styx-klassieker gaat over DeYoungs vrouw Suzanne, net als Lady, een eerdere single. Alhoewel ze niet goed bij de overige leden lag, kwam het ondanks protesten van Shaw en Young toch op het album, vanwege een dreigend succes als single. DeYoung kreeg gelijk, het werd een hit. Never say never gaat over jeugdliefdes van Shaw. Boat on the river is een zeer afwijkend Styxnummer. Het folky nummer wordt gevuld door akoestische gitaar en mandoline, dat tot afgrijzen van Young. Het nummer sloeg vanwege de opzet juist aan in Europa, dat eigenlijk ook de reden was van de muzikale ommezwaai (Styx werd met hun Amerikaanse rock uitgefloten in Engeland). Borrowed time gaat over DeYoung zelf, die de jaren 80 er aan ziet komen, hij vroeg zich af hoelang het succes nog zou duren. First time is opgedragen aan Paul McCartney en gaat over de eerste keer. Eddie staat voor Edward Kennedy. Love in the midnight gaat over de escapades van Shaw, die uiteindelijke zouden leiden tot zijn echtscheiding.

## Hitnoteringen
Album - Billboard Magazine (Noord-Amerika)
| Jaar | Hitlijst          | positie |
| ---- | ----------------- | ------- |
| 1979 | Billboard Hot 100 | 2       |

Cornerstone verkocht ook goed in Nederland, in dertien weken notering haalde het de 27e plaats in de Album Top 100. Het was tevens het eerste album van Styx, dat de Engelse albumlijst haalde, zes weken met hoogste notering nummer 36. Beide noteringen kwam waarschijnlijk door de populariteit van Babe en een klein beetje Boat on the river, dat in de “Duitse” landen populair was.